# Plinia puriscalensis
Plinia puriscalensis là một loài thực vật có hoa trong Họ Đào kim nương. Loài này được P.E.Sánchez & Q.Jiménez miêu tả khoa học đầu tiên năm 1989.